# 臥竜キッド
臥竜キッド（がりゅうキッド、1982年10月27日 - ）は、日本の覆面レスラー。

## 経歴
- 2010年11月7日、信州プロレスリング広丘ショッピングセンターギャザ大会でミルキーとタッグを組んで対戸倉馬之助&森本真也組戦でデビュー[1]。

## 得意技
スターダストプレス
シューティングスタープレス
ファイヤーバードスプラッシュ

## タイトル歴
- SWF認定世界ヘビー級王座（第8代）